# Emanuel Leutze

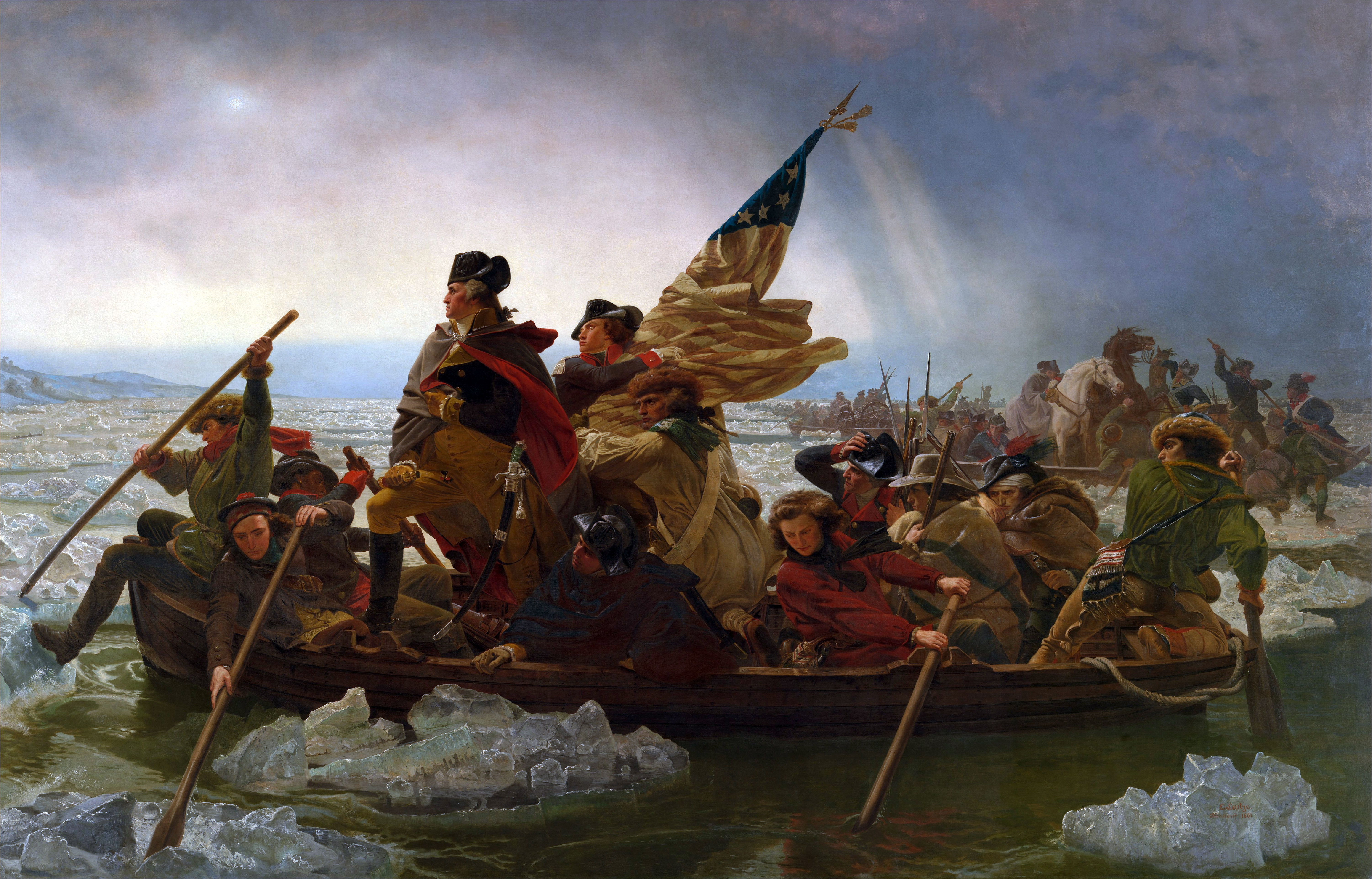
Waszyngton przeprawia się przez rzekę Delaware

Emanuel Gottlieb Leutze, amerykański malarz niemieckiego pochodzenia ur. w 1816 r. w Schwäbisch Gmünd, zm. w roku 1868 w Nowym Jorku. Studiował w Düsseldorfie i w Filadelfii, w roku 1859 osiedlił się na stałe w Nowym Jorku.

## Życiorys
Leutze zdobył popularność jako odtwórca scen z historii Stanów Zjednoczonych. Jego najsłynniejszym obrazem jest Waszyngton przeprawia się przez rzekę Delaware z 1851 roku, który malował w Niemczech wzorując widok Delaware na wodach Renu. Pełna dramatyzmu scena została przezeń precyzyjnie skomponowana, przy czym nie Jerzy Waszyngton, a gwiaździsty sztandar Stanów Zjednoczonych jest centralnym punktem płótna.
W roku 1860 Kongres Stanów Zjednoczonych, którego członkom w większości podobało się nawiązujące do romantyzmu malarstwo, zlecił mu namalowanie fresków w salach Kapitolu w Waszyngtonie. Najbardziej znanym z tych fresków jest obraz zatytułowany "Westward the Course of Empire Takes Its Way" (pol. "Imperium przyjmuje kurs na zachód").